# 第二代貝德福德伯爵弗朗西斯·羅素

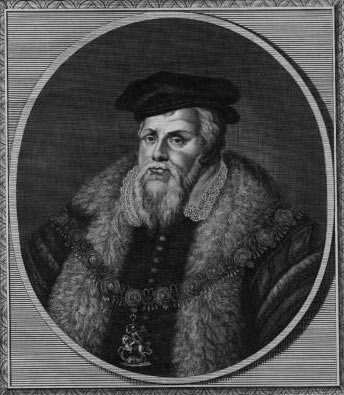
第二代贝德福德伯爵

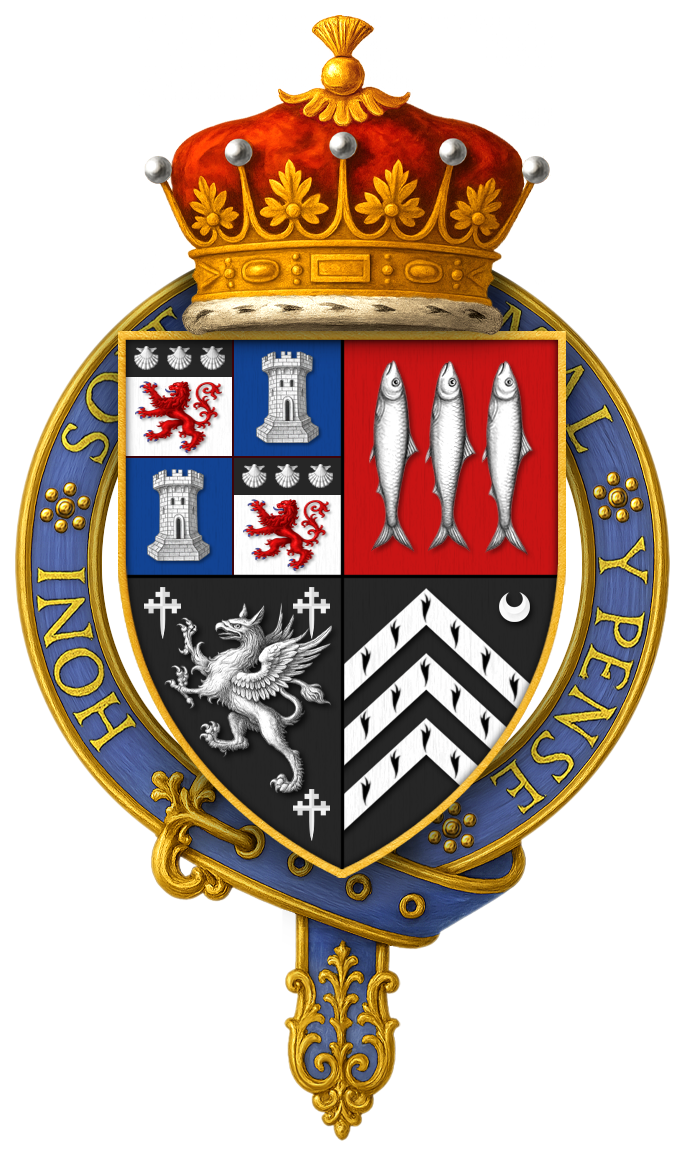
罗素家族徽章

弗朗西斯·罗素，第二代贝德福德伯爵（英語：Francis Russell, 2nd Earl of Bedford；约1527年—1585年7月28日），是英格兰女王伊丽莎白一世的基督教新教支持者。
约翰·罗素，第一代贝德福德伯爵和安妮·萨普科特（Anne Sapcote）的独生子。1552年进入贵族院。他与新教改革者持同样观点，因而在玛丽一世时代曾被监禁。1555年继承伯爵爵位后前往欧洲大陆。1557年参加圣康坦战役.1558年伊丽莎白一世登基后，他成为政界的风云人物。初任枢密官，后去法王查理九六世处和苏格兰女王玛丽一世处执行外交任务。1564年—1567年任贝里克郡长和苏格兰东部边境地方长官，曾主持伊丽莎白与玛丽之间的历次谈判。1569年北方叛乱发生后被派往威尔士，1572年主持对诺福克公爵的审判。1576年任威尔士地方议会主席。1581年受权安排伊丽莎白和安茹公爵的婚事。